# Семичанское сельское поселение
Семичанское сельское поселение — муниципальное образование в Дубовском районе Ростовской области. 
Административный центр поселения — хутор Семичный.

## Административное устройство
В состав Семичанского сельского поселения входят:
- хутор Семичный;
- хутор Ленина;
- хутор Яблочный.

## Население
| 2010 | 2012  | 2013  | 2014 | 2015 | 2016 | 2017 |
| ---- | ----- | ----- | ---- | ---- | ---- | ---- |
| 1023 | ↘1013 | ↘1004 | ↘998 | ↘992 | →992 | ↘982 |
| 2018 | 2019  | 2020  | 2021 |      |      |      |
| ↘966 | ↗968  | ↘966  | ↗968 |      |      |      |